# بور كنودسن
بور كنودسن (بالنرويجية البوكمول: Børre Knudsen)‏ هو قسيس نرويجي، ولد في 24 سبتمبر 1937 في فينيسلا في النرويج، وتوفي في 17 أغسطس 2014 في Mestervik ‏ في النرويج.

## وصلات خارجية
- بور كنودسن على موقع IMDb (الإنجليزية)
- بور كنودسن على موقع قاعدة بيانات الفيلم (الإنجليزية)